# Super Formula
Super Formula, tidigare Formel Nippon är en tävling i bilsport som körs i Japan och som påminner om GP2.
Den mest kände vinnaren är Ralf Schumacher, som vann 1996. Även Pedro de la Rosa och Ralph Firman har vunnit mästerskapet, 1997 respektive 2002. Kazuyoshi Hoshino har med sina sex titlar vunnit mästerskapet flest gånger.
Den mest kände japanske vinnaren är Satoru Nakajima, som vunnit fem gånger. Trea är Satoshi Motoyama med fyra sina segrar. Även den kände japanske föraren Aguri Suzuki har vunnit serien.

## Mästare Japanska F2/F3000
| Säsong | Förare            |
| ------ | ----------------- |
| 1973   | Mutoharo Kurosawa |
| 1974   | Noritake Takahara |
| 1975   | Kazuyoshi Hoshino |
| 1976   | Noritake Takahara |
| 1977   | Kazuyoshi Hoshino |
| 1978   | Kazuyoshi Hoshino |
| 1979   | Keiiji Matsudo    |
| 1980   | Masahiro Hasemi   |
| 1981   | Satoru Nakajima   |
| 1982   | Satoru Nakajima   |
| 1983   | Geoff Lees        |
| 1984   | Satoru Nakajima   |
| 1985   | Satoru Nakajima   |
| 1986   | Satoru Nakajima   |
| 1987   | Kazuyoshi Hoshino |
| 1988   | Aguri Suzuki      |
| 1989   | Hitoshi Ogawa     |
| 1990   | Kazuyoshi Hoshino |
| 1991   | Ukyo Katayama     |
| 1992   | Mauro Martini     |
| 1993   | Kazuyoshi Hoshino |
| 1994   | Marco Apicella    |
| 1995   | Toshio Suzuki     |

## Mästare Formel Nippon
| Säsong | Mästare                | Tvåa              | Trea                   |
| ------ | ---------------------- | ----------------- | ---------------------- |
| 1996   | Ralf Schumacher        | Naoki Hattori     | Kazuyushi Hoshino      |
| 1997   | Pedro de la Rosa       | Takuya Kurosawa   | Norberto Fontana       |
| 1998   | Satoshi Motoyama       | Masami Kagayama   | Juichi Wakisaka        |
| 1999   | Tom Coronel            | Satoshi Motoyama  | Hidetoshi Mitsusada    |
| 2000   | Toranosuke Takagi      | Michael Krumm     | Satoshi Motoyama       |
| 2001   | Satoshi Motoyama       | Naoki Hattori     | Yuji Tachigawa         |
| 2002   | Ralph Firman           | Satoshi Motoyama  | Juichi Wakisaka        |
| 2003   | Satoshi Motoyama       | Benoît Tréluyer   | Juichi Wakisaka        |
| 2004   | Richard Lyons          | André Lotterer    | Yuji Ide               |
| 2005   | Satoshi Motoyama       | Yuji Ide          | Richard Lyons          |
| 2006   | Benoît Tréluyer        | Tsugio Matsuda    | André Lotterer         |
| 2007   | Tsugio Matsuda         | Benoît Tréluyer   | Takashi Kogure         |
| 2008   | Tsugio Matsuda         | Loïc Duval        | André Lotterer         |
| 2009   | Loïc Duval             | Benoît Tréluyer   | André Lotterer         |
| 2010   | João Paulo de Oliveira | André Lotterer    | Loïc Duval             |
| 2011   | André Lotterer         | Kazuki Nakajima   | João Paulo de Oliveira |
| 2012   | Kazuki Nakajima        | Koudai Tsukakoshi | Takuya Izawa           |

## Mästare Super Formula
| Säsong | Mästare         | Tvåa                   | Trea             |
| ------ | --------------- | ---------------------- | ---------------- |
| 2013   | Naoki Yamamoto  | André Lotterer         | Loïc Duval       |
| 2014   | Kazuki Nakajima | João Paulo de Oliveira | André Lotterer   |
| 2015   | Hiroaki Ishiura | Kazuki Nakajima        | André Lotterer   |
| 2016   | Yuji Kunimoto   | André Lotterer         | Yuhi Sekiguchi   |
| 2017   | Hiroaki Ishiura | Pierre Gasly           | Felix Rosenqvist |
| 2018   | Naoki Yamamoto  | Nick Cassidy           | Hiroaki Ishiura  |